# Harry Lachman
Harry B. Lachman (LaSalle (Illinois), 29 de junio de 1886-Beverly Hills, 19 de marzo de 1975) fue un artista, diseñador de decorados y director de cine estadounidense.
Lachman fue educado en la Universidad de Míchigan antes de convertirse en ilustrador de revistas y de libros, entre ellos John Smith, Gentleman Adventurer de Charles Harcourt Ainslie Forbes-Lindsay de 1907. En 1911, emigró a París donde ganó una reputación como pintor postimpresionista y ganó la Légion d'Honneur del Gobierno francés.
Su interés por el cine llevó a Lachman a trabajar de diseñador de decorados en Niza, liderando la película Mare Nostrum en 1925. Posteriormente, trabajó como director en Francia, Gran Bretaña antes de instalarse en Hollywood en 1933. Entre sus trabajos se incluyen Down Our Street, Gracia y simpatía (Baby Take a Bow), La nave de Satán (Dante's Inferno), Dos pares de mellizos (Our Relations) o Dr. Renault's Secret.
En 1928 se casó con Jue Quon Tai. En la década de los 40, Lachman volvía a la pintura hasta su muerte en 1975.

## Filmografía
- Weekend Wives (1928)
- Under the Greenwood Tree (1929)
- Song of Soho (1930)
- The Compulsory Husband (1930)
- The Yellow Mask (1930)
- The Love Habit (1931)
- The Outsider (1931)
- The Man at Midnight (1931)
- Mistigri (1931)
- Insult (1932)
- The Dressmaker of Luneville (1932)
- The Beautiful Sailor (1932)
- Down Our Street (1932)
- Aren't We All? (1932)
- Paddy, lo mejor a falta de un chico (Paddy the Next Best Thing) (1933)
- De cara al cielo (Face in the Sky) (1933)
- Gracia y simpatía (Baby Take a Bow) (1934)
- George White's Scandals (1934)
- A mí me gusta así (I Like It That Way) (1934)
- Nada más que una mujer (Nothing More Than a Woman) (1934)
- Maniquíes neoyorkinos (George White's 1935 Scandals) (1935)
- La nave de Satán (Dante's Inferno) (1935)
- Dressed to Thrill (1935)
- Dos pares de mellizos (Our Relations) (1936)
- Charlie Chan at the Circus (1936)
- El hombre que vivió dos veces (The Man Who Lived Twice) (1936)
- When You're in Love (1937)
- The Devil Is Driving (1937)
- It Happened in Hollywood (1937)
- No Time to Marry (1938)
- They Came by Night (1940)
- Murder Over New York (1940)
- Dead Men Tell (1941)
- Charlie Chan in Rio (1941)
- The Loves of Edgar Allan Poe (1942)
- Castle in the Desert (1942)
- Dr. Renault's Secret (1942)